# Asmodean
Asmodean is een van de dertien verzakers, of -zoals zij zich noemen- uitverkorenen, uit de boekencyclus Rad des Tijds van Robert Jordan.
Asmodean werd in Shorelle geboren onder de naam Joar Addam Nessosin, een knappe man met donkere ogen en haren die voor hij zich bij de duistere aansloot een goed componist was. Op zijn 15e werden stukken van hem gespeeld in de grote steden maar nooit heeft hij daar faam voor gekregen. Dit laatste is de waarschijnlijke reden om over te lopen naar de Duistere en daarmee is deze reden ook meteen de raarste van alle redenen van de verzakers. Hij sloot zich aan bij de duistere zodat hij niet kon sterven en dan zou hij ook meteen faam kunnen verwerven door zo lang te leven.
Hij heeft, voor zover bekend is, nooit de leiding over een veldslag gehad en heeft geen erge martelingen uitgevoerd. De enige activiteit die Asmodean uitvoerde was zijn concurrenten verblinden of een dusdanige erge schade toebrengen, dat ze geen muziek meer konden maken of schrijven.
Nadat Asmodean uit de Bres brak, sloot hij een alliantie met Lanfir en werd hij de bard Jasin Natael. Nadat Rhand Altor hem afsneed van alle eden en banden van de Duistere, werd Asmodean de leraar van Rhand Altor in de Ene Kracht. Hij werd echter vermoord in Caemlin door een nog niet bekende moordenaar.